# مجلس الشيوخ (مصر)

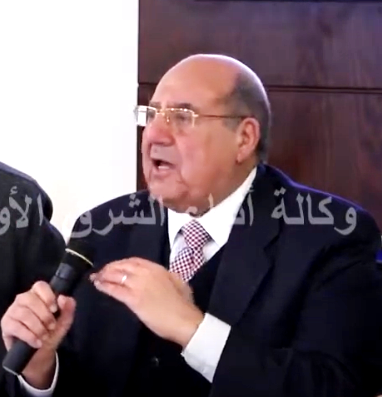
رئيس مجلس الشيوخ المصري عبد الوهاب عبد الرازق (2019)

مجلس الشيوخ المصري هو مجلس أقيم ضمن التعديلات الدستورية المصرية 2019 ولكن بصلاحيات محددة ومهام واضحة، على غرار كثير من المجالس في دول العالم، ومنها فرنسا وإيطاليا والهند والبرازيل والأرجنتين وكندا وجنوب أفريقيا وأستراليا واليابان وسويسرا.
وتم استبعاد هذا المجلس في دستور مصر 2014 وكان تحت مسمى “مجلس الشورى المصري ” حيث قصر دستور 2014 السلطة التشريعية على مجلس النواب فقط، لتظهر الممارسة العملية أهمية وجود غرفة ثانية للسلطة التشريعية، خاصة بعد تقييم الدور الفاعل الذي قام به مجلس الشورى المصري وبصماته الواضحة منذ إنشائه وحتى صدور قرار حله.

## أهمية مجلس الشيوخ
جاء استحداث مجلس الشيوخ، بعد استقرار الأوضاع في أعقاب ثورة 30 يونيو، حيث تجلت الحاجة إلى إدخال بعض التعديلات على الدستور المصري والتي تم إجراؤها عام 2019، لإثراء الحياة النيابية من خلال إعادة الغرفة الثانية للبرلمان، كمنبر جديد من شأنه أن يمثل الآتي:
- إضافة نوعية للعديد من المناقشات التشريعية التي تصدر عن البرلمان، وضمان زيادة التمثيل المجتمعي عبر أعضائه المنتخبين، وتوسيع مساحة المشاركة وسماع أكبر قدر من الآراء في القضايا المجتمعية المختلفة.
- يمثل ضمانة مهمة لتطوير السياسات العامة للدولة عبر مجلسين يتابع كل منهما أعمال الآخر، ويوفر مساندة حقيقية في إنجاز العملية التشريعية بطريقة أفضل تضمن حسن الدراسة والمناقشة عبر خبرائه والمتخصصين في المجالات المتعددة وأصحاب الكفاءات والخبرات.[5][6]

- تدعيم شرعية المؤسسات السياسية من خلال تمثيلية متنوعة ومتكاملة تضم ممثلي الجماعات، والنقابات وممثلي رجال الأعمال، والفاعلين الاقتصاديين على اختلاف مشاربهم، من حيث توسيع وتدعيم القاعدة الديمقراطية للدول، وتمثيل الوحدات الترابية المختلفة وإبراز التوجهات العامة للنشاط الاقتصادي والاجتماعي.[7][8][9][10]

- الحد من هيمنة واندفاع الغرفة الأولى قصد مراقبتها والتحكم في توجهاتها، من حيث تليين النزاعات بين الغرفة الأولى والحكومة ، وتليين الديناميكية الديمقراطية بالغرفة الأولى.[11][12][13][14]

- بناء منظومة تمثيلية تؤمّن توازنا أفضل في ممارسة السلطة والمراقبة ونجاح الوظيفة التشريعية من حيث ضمان العمل لبرلمان هادئ ومتوازن .[15][16][17]

## شروط الترشح
يشترط فيمن يترشح لعضوية مجلس الشيوخ شروط أهمها:
- أن يكون مصري الجنسية متمتعاً بحقوقه المدنية والسياسية.
- ألا تكون قد أُسقطت عضويته بقرار من مجلس الشيوخ أو من مجلس النواب بسبب فقد الثقة والاعتبار أو بسبب الإخلال بواجبات العضوية.
- أن يكون اسمه مدرجاً بقاعدة بيانات الناخبين بأي من محافظات الجمهورية.
- ألا يقل سنّه يوم فتح باب الترشح عن خمس وثلاثين سنة ميلادية.
- أن يكون حاصلاً على مؤهل جامعي أو ما يعادله على الأقل.
- أن يكون قد أدّى الخدمة العسكرية أو أُعفي من أدائها قانونا.

## إختصاصات المجلس
وافق مجلس النواب المصري على تحديد اختصاصات مجلس الشيوخ
خلال الجلسة العامة للبرلمان  وجاءت كالآتي :
- مناقشة إقتراحات تعديل مادة أو أكثر من مواد الدستور.
- مناقشة مشروع الخطة العامة للتنمية الاجتماعية والاقتصادية.
- إقرار معاهدات الصلح والتحالف وجميع المعاهدات التي تتعلق بحقوق السيادة.
- مناقشة مشروعات القوانين ومشروعات القوانين المكملة للدستور التي تحال إليه من رئيس الجمهورية أو مجلس النواب.
- مناقشة ما يحيله رئيس الجمهورية إلى المجلس من موضوعات تتصل بالسياسة العامة للدولة أو بسياستها في الشئون العربية أو الخارجية.

## توزيع المقاعد والكتلة التصويتية لمجلس الشيوخ المصري 2020
يتم انتخاب أعضاء مجلس الشيوخ بموجب (100) مقعد للانتخاب بالنظام الفردي و (100) مقعد للانتخاب بنظام القوائم المغلقة المطلقة، و (100) مقعد بالتعيين من قبل رئيس الجمهورية، على أن يُخصص للمرأة ما لا يقل عن 10% من إجمالي عدد المقاعد.
وتقسم الجمهورية إلى (27) دائرة تخصص للانتخاب بالنظام الفردي، و (4) دوائر للانتخاب بنظام القوائم، تخضع لتصويت نحو 63 مليون ناخب، في 11500 مركز انتخابي، و27 لجنة عامة، ونحو 15000 لجنة فرعية، وقرابة 20500 من القضاة للإشراف على إدارة الانتخاب، ونحو 120000 أمين لجنة.

## طريقة انتخاب رئيس مجلس الشيوخ داخليًا
عقب إعلان النتائج الرسمية عن فوز المرشحين، ينتخب مجلس شيوخ من بين أعضائه في أول اجتماع لدور الانعقاد السنوي العادي الأول الرئيس والوكيلين لمدة الفصل التشريعي، وذلك بالأغلبية المطلقة لعدد الأصوات الصحيحة ويرأس جلسة المجلس هذه أكبر الأعضاء الحاضرين سنًا.
وتقدم الترشيحات إلى رئيس الجلسة خلال المدة التي يحددها، ويجرى الانتخاب وتكون عملية الانتخاب سرية، وتُجرى في جلسة علنية أو أكثر، بالتعاقب للرئيس ثم الوكيلين، ويعلن رئيس الجلسة انتخاب رئيس المجلس، ويباشر مهام الرئاسة فور إعلان انتخابه.

## الأحزاب المشاركة في مجلس الشيوخ
تتصدر القائمة الوطنية الموحدة ” من أجل مصر” المشهد بإجمالي إحدى عشر حزبًا ومائة مرشح وتشمل القائمة الأحزاب؛ مستقبل وطن، والشعب الجمهوري، والوفد، وحماة الوطن، والتجمع، ومصر الحديثة، والديمقراطي الاجتماعي، والمؤتمر، والحركة الوطنية، والحرية، والإصلاح والتنمية. إضافًة إلى أحزاب خارج القائمة وتتمثل في حزب النور، والريادة، والاتحاد، وحقوق الإنسان والمواطنة، والأحرار الدستوريين.

## موقف منظمات المجتمع المدني المراقبة لسير الانتخابات
صدر قرار الهيئة بتشكيل لجنة دائمة لتحديث قاعدة بيانات لقيد منظمات المجتمع المدني المحلية والأجنبية والدولية وهيئات ومفوضيات الانتخابات الأجنبية والمصرح لها من الهيئة بمتابعة الانتخابات والاستفتاءات وفقًا لعدة ضوابط من بينها:
- أن تكون حسنة السمعة
- مشهود لها بالحيدة والنزاهة
- أن يكون من ضمن أنشطتها الرئيسية متابعة الانتخابات أو دعم الديمقراطية أو حقوق الإنسان

## إجراءات احترازية أثناء عملية الاقتراع في ضوء أزمة فيروس كورونا
تم وضع قواعد صارمة لدخول اللجان الانتخابية وللتعاملِ مع المشرفين عليها وأمنائها، وشملت تلك القواعد:
- تعقيم كافة المقرات الانتخابية قبل البدء في التصويت وبعده.
- تكليف موظف مختص من قبل الهيئة الوطنية للانتخابات يتولى تنظيم ومراقبة المسافات الآمنة.
- فرض ارتداء الكمامات الواقية على كافة أطراف العملية الانتخابية.
- تقليل عدد الناخبين بكل لجنة فرعية ما سيؤدي لزيادة عدد لجان الاقتراع.
- توفير كل ما يلزم من وسائل الوقاية للناخبين.